# Dispositivo de carga acoplada

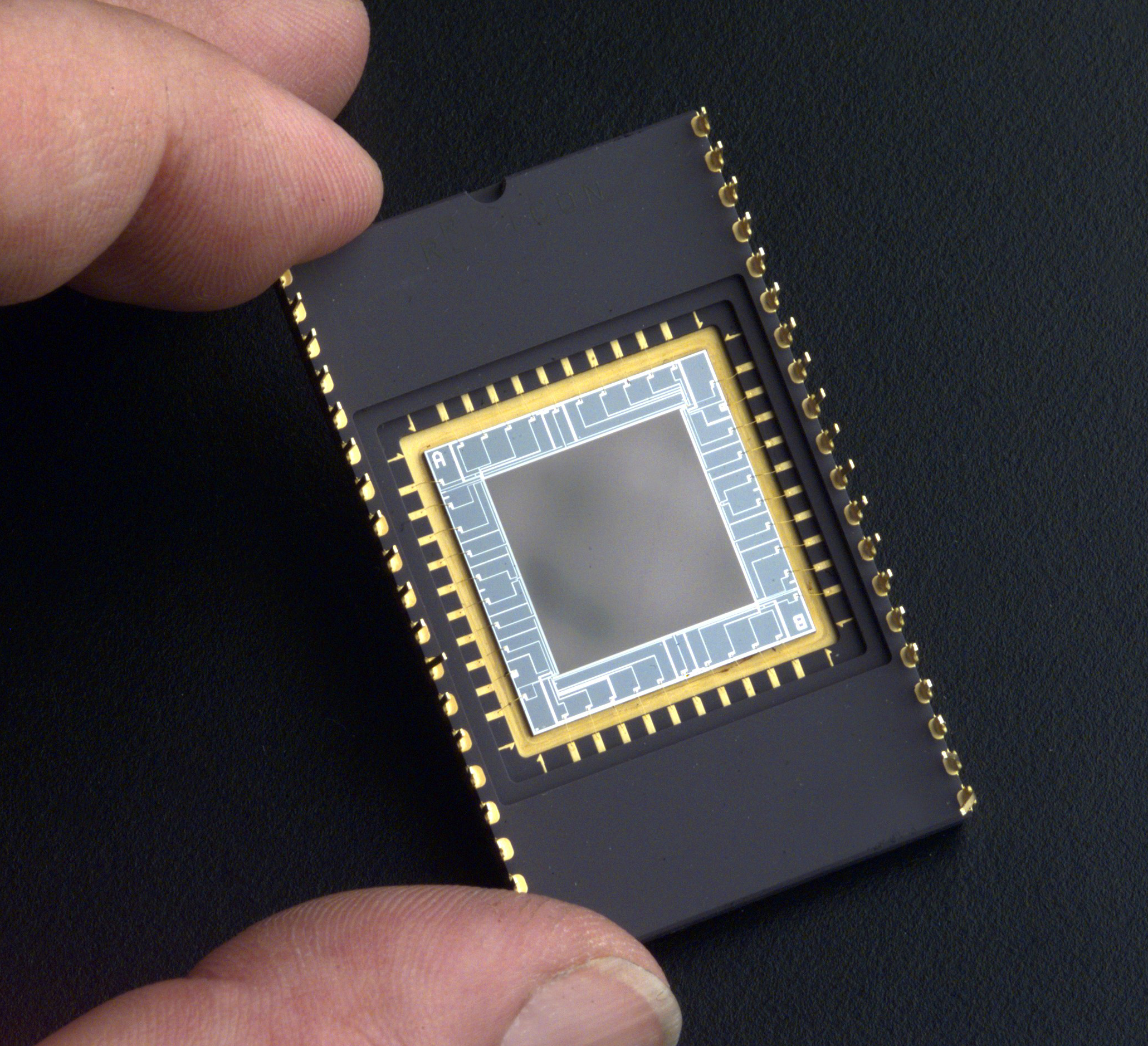
Sensor CCD.

Un dispositivo de carga acoplada (en inglés charge-coupled device, conocido también como CCD) es un circuito integrado que contiene un número determinado de condensadores enlazados o acoplados. Bajo el control de un circuito interno, cada condensador puede transferir su carga eléctrica a uno o a varios de los condensadores que estén a su lado en el circuito impreso. La alternativa digital a los CCD son los dispositivos CMOS (complementary metal oxide semiconductor) utilizados en algunas cámaras digitales y en numerosas cámaras web. En la actualidad los CCD son mucho más populares en aplicaciones profesionales y en cámaras digitales. 
Los primeros dispositivos CCD fueron inventados por Willard Boyle y George E. Smith el 17 de octubre de 1969 en los laboratorios Bell, ambos premiados con el Premio Nobel de Física de 2009 precisamente por este invento.

## Fotografía digital
El término CCD es conocido popularmente como la designación de uno de los elementos principales de las cámaras fotográficas y de video digitales. En estas, el CCD es el sensor con diminutas células fotoeléctricas que registran la imagen. Desde allí la imagen es procesada por la cámara y registrada en la tarjeta de memoria.
La capacidad de resolución o detalle de la imagen depende del número de células fotoeléctricas del CCD. Este número se expresa en píxeles. A mayor número de píxeles, mayor nitidez en relación con el tamaño. Actualmente las cámaras fotográficas digitales incorporan CCD con capacidades de hasta ciento sesenta millones de píxeles (160 megapíxeles) en cámaras Carl Zeiss. 

Filtro de Bayer utilizado en numerosas cámaras digitales.

Los píxeles del CCD registran graduaciones de los tres colores básicos: rojo, verde y azul (abreviado "RGB", del inglés red, green, blue), por lo cual tres píxeles, uno para cada color, forman un conjunto de células fotoeléctricas capaces de captar cualquier color en la imagen. Para conseguir esta separación de colores la mayoría de cámaras CCD utilizan una máscara de Bayer que proporciona una trama para cada conjunto de cuatro píxeles de forma que un pixel registra luz roja, otro luz azul y dos píxeles se reservan para la luz verde (el ojo humano es más sensible a la luz verde que a los colores rojo o azul). El resultado final incluye información sobre la luminosidad en cada píxel pero con una resolución en color menor que la resolución de iluminación. Se puede conseguir una mejor separación de colores utilizando dispositivos con tres CCD acoplados y un dispositivo de separación de luz como un prisma dicroico que separa la luz incidente en sus componentes rojo, verde y azul. Estos sistemas son mucho más caros que los basados en máscaras de color sobre un único CCD. Algunas cámaras profesionales de alta gama utilizan un filtro de color rotante para registrar imágenes de alta resolución de color y luminosidad pero son productos caros y tan solo pueden fotografiar objetos estáticos.

## Funcionamiento físico

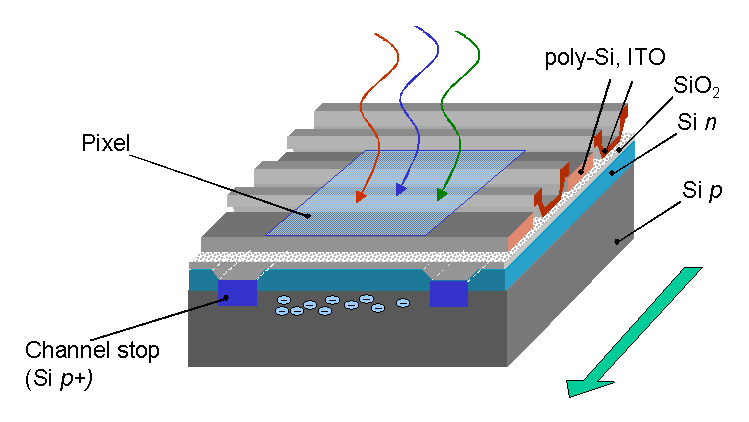
Versión simplificada en 3D de un sensor CCD.

Los detectores CCD, al igual que las células fotovoltaicas, se basan en el efecto fotoeléctrico, la conversión espontánea de luz recibida en corriente eléctrica que ocurre en algunos materiales. La sensibilidad del detector CCD depende de la eficiencia cuántica del chip, la cantidad de fotones que deben incidir sobre cada detector para producir una corriente eléctrica. El número de electrones producido es proporcional a la cantidad de luz recibida (a diferencia de la fotografía convencional sobre negativo fotoquímico). Al final de la exposición los electrones producidos son transferidos de cada detector individual (fotosite) por una variación cíclica de un potencial eléctrico aplicada sobre bandas de semiconductores horizontales y aisladas entre sí por una capa de SiO2. De este modo, el CCD se lee línea a línea, aunque existen numerosos diseños diferentes de detectores.

## Tipos de CCD
Existen tres tipos de CCD:
- CCD "Cuadro completo" (Full Frame): donde todo el conjunto de la superficie contribuye a la detección. Es el más sensible, pero tiene varias desventajas:
  - Los electrodos (rejillas) de silicio policristalino circulan por encima de la capa fotosensible y absorben una parte importante del espectro azul (0,35-0,45 micrómetros);
  - Se requiere un obturador externo para permitir que el ciclo de transferencia de carga sea sin iluminación;
  - Es muy sensible al deslumbramiento (blooming). Cuando un "fotosit" se desborda, inunda a sus vecinos. Para superar este inconveniente, se puede equipar con un dispositivo conocido como "drenaje de evacuación de cargas" (LOD-Lateral Overflow Drain), que elimina electrones desbordados y limita el deslumbramiento, pero disminuye la sensibilidad.
  - En el CCD "full frame" hay "fotosites" que pueden almacenar hasta 60.000 electrones con una eficiencia cuántica del 20%.

Se puede fabricar un CCD "full frame" de 60,5 megapíxeles (con una superficie efectiva de 53,9 × 40,4 mm).
- CCD "de transferencia de cuadro" (full-frame transfer): combina dos matrices CCD del mismo tamaño, una expuesta a la luz, y la otra oculta. Se puede proceder, por lo tanto, a una rápida transferencia de la matriz expuesta hacia la matriz de almacenamiento, y luego digitalizarla en paralelo con la adquisición de una nueva imagen.
  - El principal inconveniente es que reduce por dos el tamaño del fotosite.
  - Las otras desventajas, como la respuesta espectral y el deslumbramiento, siguen estando presentes.

- CCD entrelazado ': Es más complejo: combina  un fotodiodo para cada celda CCD. Es utilizado principalmente en cámaras digitales.
  - El fotodiodo especializado permite encontrar una respuesta espectral que cubre correctamente la luz visible (0,35 a 0,75 micrómetros).
  - En general, tienen un drenaje de evacuación de cargas que limita la propagación de deslumbramiento.
  - En cambio, es inherentemente menos sensible, ya que los fotodiodos representan solamente un 25% del 40% de la superficie total. Este defecto es parcialmente corregido mediante una red de micro-lentes convergentes que mejora la eficiencia cuántica del 15% al 35-45%.
  - Los CCD recientemente entrelazados, tienen unos photosites que pueden almacenar hasta 100.000 electrones.

Se pueden fabricar CCD entrelazados de 20 megapíxeles (con un área efectiva de 24 × 36 mm).

## Aplicación a la astronomía
En todos los CCD, el ruido electrónico aumenta fuertemente con la temperatura y se suele multiplicar por 2 cada 6 u 8 °C. En aplicaciones astronómicas de la fotografía CCD es necesario refrigerar los detectores para poderlos utilizar durante tiempos de exposición largos.
Históricamente, la fotografía CCD tuvo un gran empuje en el campo de la astronomía, donde sustituyó a la fotografía convencional a partir de los años 80. La sensibilidad de un CCD típico puede llegar hasta un 70%, comparada con la sensibilidad típica de las películas fotográficas en torno al 2%. Por esta razón y por la facilidad con la que los defectos de imagen pueden ser corregidos informáticamente, la fotografía digital sustituyó rápidamente a la fotografía convencional en casi todos los campos de la astronomía. Una desventaja importante de las cámaras CCD delante de la película convencional es la reducida área de los CCD, lo que impide hacer fotografías de gran campo comparado con algunas tomas con película clásica. Los observatorios astronómicos profesionales suelen utilizar cámaras, de 16 bits, que trabajan en blanco y negro. Las imágenes en color se obtienen después del procesamiento informático de imágenes del mismo campo, tomadas con diferentes filtros en varias longitudes de onda.
Las imágenes obtenidas por una cámara CCD son sometidas a un proceso de corrección que consiste en restar de la imagen obtenida la señal producida espontáneamente por el chip por excitación térmica (campo oscuro), dividir una imagen de un campo homogéneo (campo plano o flat field) que permite corregir las diferencias de sensibilidad en diferentes regiones del CCD, y corregir parcialmente defectos ópticos de la cámara o de los objetivos del instrumento utilizado.
El primer artículo astronómico sobre el uso de un CCD fue el titulado Astronomical imaging applications for CCDs, de B. A. Smith, publicado en JPL Conf on Charge-Coupled Device Technol. and Appl. páginas 135-138 (1976). Y, el CCD Surface Photometry of Edge-On Spiral Galaxies, aparecido en el Bulletin of the American Astronomical Society, Vol 8, p. 350 de este mismo año, obtuvo una mayor difusión.